# Campionati del mondo di atletica leggera indoor 2018 - Salto in alto femminile
La gara del salto in alto femminile dei campionati del mondo di atletica leggera indoor 2018 si è svolta il 1º marzo.

## Podio
| Pos.    | Atleta            | Nazionalità                 | Misura |
| ------- | ----------------- | --------------------------- | ------ |
| Oro     | Mariya Lasitskene | Atleti Neutrali Autorizzati | 2,01 m |
| Argento | Vashti Cunningham | Stati Uniti                 | 1,93 m |
| Bronzo  | Alessia Trost     | Italia                      | 1,93 m |

## Situazione pre-gara

### Record
Prima di questa competizione, il record del mondo indoor e il record dei campionati erano i seguenti.
| Record                | Prestazione | Atleta                      | Data                                             | Competizione                     |
| --------------------- | ----------- | --------------------------- | ------------------------------------------------ | -------------------------------- |
| Record mondiale       | 2,08 m      | Kajsa Bergqvist Svezia      | 4 febbraio 2006 Arnstadt, Germania               | Hochsprung mit Musik             |
| Record dei campionati | 2,05 m      | Stefka Kostadinova Bulgaria | 8 marzo 1987 Indianapolis, Stati Uniti d'America | Campionati del mondo indoor 1987 |

### Campionesse in carica
Le campionesse in carica a livello mondiale erano:
| Campionessa     | Atleta                        | Prestazione | Data                                           | Competizione                     |
| --------------- | ----------------------------- | ----------- | ---------------------------------------------- | -------------------------------- |
| Olimpica        | Ruth Beitia Spagna            | 1,97 m      | 20 agosto 2016 Rio de Janeiro, Brasile         | Giochi della XXXI Olimpiade      |
| Mondiale indoor | Vashti Cunningham Stati Uniti | 1,96 m      | 20 marzo 2016 Portland (Stati Uniti d'America) | Campionati del mondo indoor 2016 |

### La stagione
Prima di questa gara, le atlete con le migliori tre prestazioni dell'anno erano:
| Pos. | Atleta                                       | Prestazione | Data                                                |
| ---- | -------------------------------------------- | ----------- | --------------------------------------------------- |
| 1    | Maria Lasitskene Atleti Neutrali Autorizzati | 2,04 m      | 27 gennaio 2018 Volgograd, Russia                   |
| 2    | Yuliya Levchenko Ucraina                     | 1,97 m      | 10 gennaio 2018 Kiev, Ucraina                       |
| 2    | Vashti Cunningham Stati Uniti                | 1,97 m      | 18 febbraio 2018 Albuquerque, Stati Uniti d'America |

## Risultati

### Finale
La finale diretta si è tenuta il 1º marzo alle ore 18:45.
| Pos. | Nome               | Nazionalità                 | 1,84 | 1,89 | 1,93 | 1,96 | 2,01 | 2,07 | Misura | Note                                     |
| ---- | ------------------ | --------------------------- | ---- | ---- | ---- | ---- | ---- | ---- | ------ | ---------------------------------------- |
|      | Mariya Lasitskene  | Atleti Neutrali Autorizzati | o    | o    | o    | o    | xo   | xxx  | 2,01 m |                                          |
|      | Vashti Cunningham  | Stati Uniti                 | o    | o    | xo   | xxx  |      |      | 1,93 m |                                          |
|      | Alessia Trost      | Italia                      | xo   | o    | xo   | xxx  |      |      | 1,93 m | Miglior prestazione personale stagionale |
| 4    | Morgan Lake        | Regno Unito                 | xxo  | o    | xo   | xxx  |      |      | 1,93 m | Miglior prestazione personale stagionale |
| 5    | Yuliya Levchenko   | Ucraina                     | o    | xo   | xxx  |      |      |      | 1,89 m |                                          |
| 6    | Mirela Demireva    | Bulgaria                    | o    | xxo  | xxx  |      |      |      | 1,89 m |                                          |
| 7    | Erika Kinsey       | Svezia                      | o    | xxx  |      |      |      |      | 1,84 m |                                          |
| 7    | Iryna Gerashchenko | Ucraina                     | o    | xxx  |      |      |      |      | 1,84 m |                                          |
| 7    | Inika McPherson    | Stati Uniti                 | o    | xxx  |      |      |      |      | 1,84 m |                                          |
| 10   | Sofie Skoog        | Svezia                      | xo   | xxx  |      |      |      |      | 1,84 m |                                          |
| 10   | Michaela Hrubá     | Rep. Ceca                   | xo   | xxx  |      |      |      |      | 1,84 m |                                          |
| 10   | Levern Spencer     | Saint Lucia                 | xo   | xxx  |      |      |      |      | 1,84 m |                                          |
| 13   | Yorgelis Rodríguez | Cuba                        | xxo  | xxx  |      |      |      |      | 1,84 m |                                          |